# Les Mystères du château du Dé
Pour plus de détails, voir Fiche technique et Distribution.
Les Mystères du château du Dé est un documentaire de Man Ray tourné en 1929. Le titre est inspiré du poème de Stéphane Mallarmé Un coup de dés jamais n'abolira le hasard.

## Synopsis
Il s'agit de mettre en scène la villa Noailles, dont le commanditaire lui même, Charles, vicomte de Noailles, endosse un rôle de figurant, de même que l'ensemble des participants qui sont masqués.

## Fiche technique
- Réalisation : Man Ray
- Assistant : Jacques-André Boiffard
- Producteur : Charles, vicomte de Noailles
- Photographie : Man Ray
- Scénario : Man Ray

## Distribution

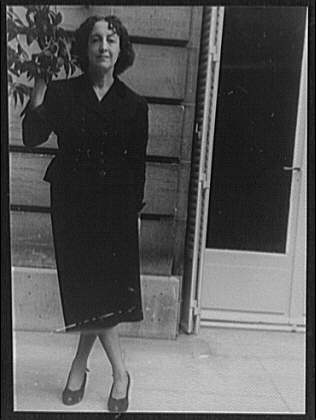
La vicomtesse de Noailles en 1949.

- Man Ray
- Georges Auric
- Le comte de Beaumont
- Le vicomte de Noailles
- Marie-Laure de Noailles
- Lily Pastré
- Jacques-André Boiffard
- Alice de Montgomery
- Eveline Orlowska
- Bernard Deshoulières
- Marcel Raval
- Henri d'Ursel